# Live Aid
Live Aid su dva velika humanitarna koncerta za pomoć gladnoj djeci u Etiopiji koji su istovremeno održani 13. srpnja 1985. godine na Wembley Stadiumu u Londonu, Engleska (oko 82,000 gledatelja) i na "JFK stadiumu" Philadelphia, SAD (oko 99,000 gledatelja). Događaj su organizirali Bob Geldof i Midge Ure.
Live Aid je jedan od najvećih televizijskih događaja svih vremena prenošenih putem satelita kojeg je uživo pratilo preko 400,000,000 gledatelja u 60 zemalja svijeta.
U projekt su bili uključeni i glazbenici iz raznih zemalja svijeta.

### Početak
Velikim uspjehom prijašnjeg projekta Geldof/Ure; okupljanjem brojnih Irskih i Britanskih glazbenika u "Band Aid" i izdavanje njihovog singla "Do They Know It's Christmas?" (1984. godine) kojim je skupljen novac za gladnu djecu Etiopije, Geldof je organizirao koncerte "Live Aid" (koji je prozvan "Globalni Jukebox") u namjeri da sakupi još više novca za gladnu djecu Etiopije, u čemu je i uspio, te mu je zbog toga Britanska kraljica dodijelila titulu viteza.

### Koncerti
Koncert na Wembley Stadiumu počeo je u 12:00 sati po UTCu, odnosno u 07:00 po istočno Američkom vremenu i trajao je do 22:00 sata po UTCu, odnosno do 17:00 po istočno američkom vremenu.
Koncert na "JFK stadiumu" počeo je u 13:51 po UTCu, odnosno u 08:51 po istočno američkom vremenu i trajao je do 04:05 po UTCu odnosno do 23:05 po istočno američkom vremenu.
(Raspored nastupa izvođača možete vidjeti ovdje  Arhivirana inačica izvorne stranice od 5. veljače 2023. (Wayback Machine)).
Bilo je predvođeno da David Bowie u Londonu otpjeva duet s Mickom Jaggerom u Philadelphiji ali bilo je nemoguće uskladiti i povezati oba koncerta, te su zbog toga Bowie i Jagger snimili zajeno glazbeni spot pjesme "Dancing in the Street" koji je izveden na koncertima s obe strane Atlantika.
Svaki od izvođača imao je na raspolaganju točno određeno vrijeme kojeg su se morali pridržavati.
Phil Collins je nastupio na oba koncerta preletjevši ocean Concordeom.

### Prijenos
Koncerti su prenošeni putem satelita za radijske i televizijske postaje, te su ih uživo pratili preko 400,000,000 gledatelja u 60 zemalja Svijeta. Za područje Europe prijenos je osiguravao BBC, dok je za SAD prijenos osiguravao ABC.

### Izvođači na stadionu Wembley
- Coldstream Guards - "Royal Salute", "God Save the Queen" (12:00);
- Status Quo - "Rockin' All Over the World", "Caroline", "Don't Waste My Time" (12:02);
- Style Council - "You're The Best Thing", "Big Boss Groove", "Internationalists", "Walls Come Tumbling Down" (12:19);
- Boomtown Rats - "I Don't Like Mondays (song)", "Drag Me Down", "Rat Trap", "For He's A Jolly Good Fellow" (12:44);
- Adam Ant - "Vive Le Rock" (13:00);
- Ultravox - "Reap the Wild Wind", "Dancing with Tears in My Eyes", "One Small Day", "Vienna" (13:16);
- Spandau Ballet - "Only When You Leave", "Virgin", "True" (13:47);
- Elvis Costello - "All You Need Is Love" (14:07);
- Nik Kershaw - "Wide Boy", "Don Quixote", "The Riddle", "Wouldn't It Be Good" (14:22);
- Sade - "Why Can't We Live Together", "Your Love Is King", "Is It A Crime" (14:55);
- Sting i Phil Collins (s Branfordom Marsalisom) - "Roxanne", "Driven To Tears", "Against All Odds (Take a Look at Me Now)", "Message in a Bottle", "In the Air Tonight", "Long Long Way To Go", "Every Breath You Take" (15:18);
- Howard Jones - "Hide and Seek" (15:50)
- Bryan Ferry (s Pink Floydima i Davidom Gilmourom na gitari) - "Sensation", "Boys And Girls", "Slave To Love", "Jealous Guy" (16:07);
- Paul Young - "Do They Know It's Christmas?", "Come Back And Stay", "That's the Way Love Is" (zajedno s Alison Moyet), "Every Time You Go Away" (16:38);
- U2 - "Sunday Bloody Sunday", "Bad", "Satellite Of Love", "Ruby Tuesday", "Sympathy for the Devil", "Walk on the Wild Side" (17:20);
- Dire Straits - "Money for Nothing" (zajedno s Stingom), "Sultans of Swing (18:00);
- Queen (predstavljeni od komičara Mela Smitha i Griffa Rhysa Jonesa) - "Bohemian Rhapsody", "Radio Ga Ga", "Hammer to Fall", "Crazy Little Thing Called Love", "We Will Rock You"/"We Are the Champions" (18:44);
- David Bowie (s Thomasom Dolbyjem na klavijaturama) - "TVC 15", "Rebel Rebel", "Modern Love", "Heroes" (19:22);
- The Who - "My Generation"/"Pinball Wizard", "Love, Reign o'er Me", "Won't Get Fooled Again" (20:00);
- Elton John - "I'm Still Standing", "Bennie and the Jets", "Rocket Man", "Don't Go Breaking My Heart" (duet s Kiki Dee), "Don't Let the Sun Go Down on Me" (duet s Kiki Dee i Wham!), "Can I Get a Witness" (20:50);
- Završnica na Wembley Stadiumu:
a) Freddie Mercury i Brian May (Queen) - "Is This The World We Created?" (21:48),
b) Paul McCartney - "Let It Be" (W 21:51),
c) Band Aid (vodi Bob Geldof) - "Do They Know It's Christmas?" (21:54);

### Izvođači na stadionu JFK
- Bernard Watson - "All I Really Want to Do", "Interview" (13:51);
- Joan Baez (predstavio Jack Nicholson) - "Amazing Grace"/"We Are the World" (14:02);
- The Hooters - "And We Danced", "All You Zombies" (14:12);
- The Four Tops - "Shake Me, Wake Me (When It's Over)", "Bernadette", "It's The Same Old Song", "Reach Out I'll Be There", "I Can't Help Myself (Sugar Pie, Honey Bunch" (14:33);
- Billy Ocean - "Caribbean Queen", "Loverboy" (14:45);
- Black Sabbath (predstavio Chevy Chase) - "Children of the Grave", "Iron Man", "Paranoid" (14:52);
- Run-DMC - "Jam Master Jay", "King Of Rock" (15:12);
- Rick Springfield - "Love Somebody", "State Of The Heart", "Human Touch" (15:30);
- REO Speedwagon - "Can't Fight This Feeling", "Roll With The Changes" (zajedno s The Beach Boysima) (15:47);
- Crosby, Stills and Nash - "Southern Cross", "Teach Your Children", "Suite: Judy Blue Eyes" (16:15);
- Judas Priest - "Living After Midnight", "The Green Manalishi (With The Two-Pronged Crown)", "You've Got Another Thing Comin'" (16:26);
- Bryan Adams - "Kids Wanna Rock", "Summer of '69", "Tears Are Not Enough", "Cuts Like a Knife" (17:02);
- The Beach Boys (predstavio Marilyn McCoo) - "California Girls", "Help Me, Rhonda", "Wouldn't It Be Nice", "Good Vibrations", "Surfin' USA" (17:40);
- George Thorogood - "Who Do You Love" (zajedno s Bo Diddley), "The Sky Is Crying", "Madison Blues" (zajedno s Albertom Collinsom) (18:26);
- Simple Minds - "Ghost Dancing", "Don't You (Forget About Me)", "Promised You a Miracle" (19:07);
- The Pretenders - "Time The Avenger", "Message of Love", "Stop Your Sobbing", "Back on the Chain Gang", "Middle of the Road" (19:41);
- Santana i Pat Metheny - "Brotherhood", "Primera Invasion", "Open Invitation", "By The Pool"/"Right Now" (20:21);
- Ashford & Simpson - "Solid", "Reach Out and Touch (Somebody's Hand)" (zajedno s Teddyjem Pendergrassom) (20:57);
- Madonna - "Holiday", "Into the Groove", "Love Makes The World Go Round" (21:27);
- Tom Petty & The Heartbreakers - "American Girl", "The Waiting", "Rebels", "Refugee" (22:14);
- Kenny Loggins - "Footloose" (22:30);
- The Cars - "You Might Think", "Drive", "Just What I Needed", "Heartbeat City" (22:49);
- Neil Young - "Sugar Mountain", "The Needle and the Damage Done", "Helpless", "Nothing Is Perfect", "Powderfinger" (23:07);
- Power Station - "Murderess", "Get It On" (23:43);
- Thompson Twins - "Hold Me Now", "Revolution" (zajedno s Madonnom, Steveom Stevensonom and Nileom Rodgersom) (00:21);
- Eric Clapton (zajedno s Philom Collinsom) - "White Room", "She's Waiting", "Layla" (00:39);
- Phil Collins (preletio Atlantik "Concordeom") - "Against All Odds (Take a Look at Me Now)", "In the Air Tonight" (01:04);
- Led Zeppelin (zajedno s Tonyijem Thompsonom, Paulom Martinezom, i Philom Collinsom) - "Rock and Roll", "Whole Lotta Love", "Stairway to Heaven" (01:10);
- Crosby, Stills & Nash (and Young) - "Only Love Can Break Your Heart", "Daylight Again", "Find The Cost Of Freedom"" (01:40);
- Duran Duran - "A View to a Kill", "Union of the Snake", "Save A Prayer", "The Reflex" (01:45);
- Patti LaBelle - "New Attitude", "Imagine", "Forever Young", "Stir It Up", "Over The Rainbow", "Why Can't I Get It Over" (02:20);
- Hall & Oates (zajedno s G. E. Smithom iz Saturday Night Live na gitari) - "Out of Touch", "Maneater", "Get Ready" (zajedno s Eddiejem Kendricksom), "Ain't Too Proud to Beg" (zajedno s Davidom Ruffinom), "The Way You Do the Things You Do", "My Girl" (zajedno s Eddiejem Kendricksom i Davidom Ruffinom) (02:50);
- Mick Jagger (zajedno s Hallom & Oatesom, Eddiejem Kendricksom, Davidom Ruffinom) - "Lonely At The Top", "Just Another Night", "Miss You", "State of Shock"/"It's Only Rock 'n Roll (But I Like It)" (zajedno s  Tinom Turner) (03:15);
- Završnica na JFK stadiumu:
a) Bob Dylan, Keith Richards i Ronnie Wood - "Ballad of Hollis Brown", "When the Ship Comes In", Blowin' in the Wind" (03:39),
b) USA for Africa (vodi Lionel Richie) - "We Are the World" (3:55)